# Manuel Akanji
Manuel Obafemi Akanji (Neftenbach, 19 luglio 1995) è un calciatore svizzero, difensore del Manchester City e della nazionale svizzera.

## Biografia
È nato in Svizzera da padre nigeriano e madre svizzera.

## Caratteristiche tecniche
Akanji è un difensore centrale di piede destro, molto rapido, forte atleticamente e fisicamente, oltre che abile in marcatura, a supportare il centrocampo e a intercettare palloni. Dispone anche di una discreta tecnica e grande personalità. Quando si propone per andare a rete si rivela abile nel tiro di testa.

## Carriera

### Club

#### Gli inizi
Cresciuto nelle giovanili del Winterthur, ha successivamente debuttato con il club elvetico nella stagione 2013-2014, in cui ha disputato 2 partite. Nella stagione successiva trova maggiore spazio, tanto che il 15 aprile 2015 il club ha comunicato che il giocatore ha firmato con il Basilea un contratto triennale con opzione per un altro anno, valido dal 1º luglio 2015.

#### Borussia Dortmund

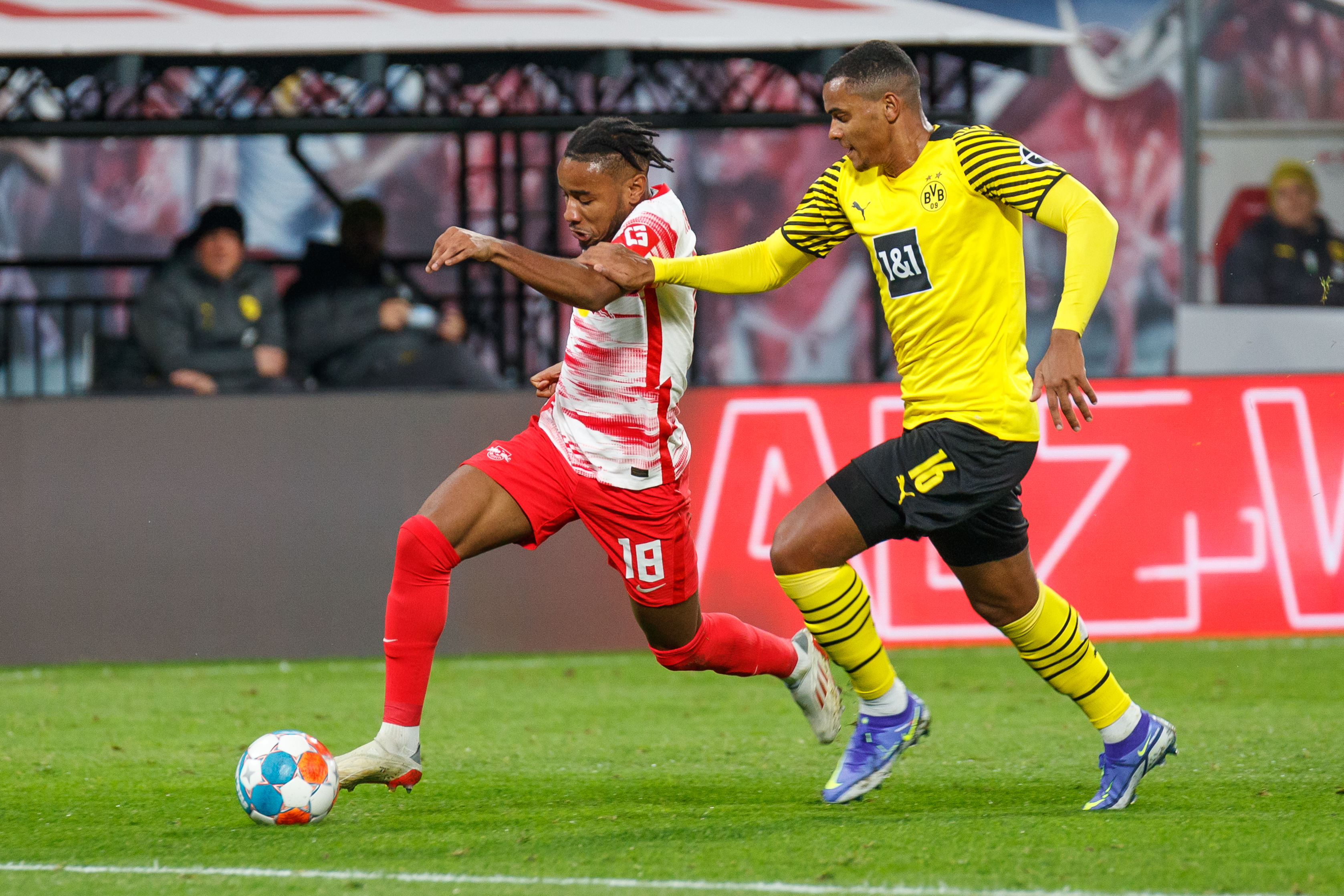
Akanji, in azione a destra, con la maglia del, in un duello contro Christopher Nkunku.

Il 13 gennaio 2018 si trasferisce al Borussia Dortmund per 21,5 milioni di euro, permettendo al club renano di ottenere una notevole plusvalenza. Il 26 settembre 2018 realizza la sua prima rete con il club tedesco nel successo per 7-0 contro il Norimberga.

#### Manchester City
Il 1º settembre 2022 viene ufficializzato il suo trasferimento a titolo definitivo al Manchester City per 18 milioni di euro. Dopo 5 giorni esordisce con la squadra di Guardiola nella sfida di UEFA Champions League in casa dell Siviglia, vinta per 4-0, in cui gioca da titolare. Subito dopo il 17 settembre successivo esordisce alche in Premier League nel successo per 3-0 in casa del Wolverhampton. Il 17 maggio 2023 segna la sua prima rete con gli inglesi nel successo per 4-0 sul Real Madrid nella semifinale di ritorno di UEFA Champions League. Cin i Citizens conquista il treble europeo, vincendo, oltre alla premier League, anche la FA Cup e la UEFA Champions League, giocando da titolare tutte le finali delle suddette competizioni.
Nella seconda stagione inizia subito disputando da titolare le finali di FA Community Shield (persa ai rigori contro l'Arsenal) e di Supercoppa UEFA (vinta ai rigori contro il Siviglia). Il 25 ottobre 2023 segna la sua seconda rete in UEFA Champions League, nel successo per 3-1 in casa degli Young Boys. Il 4 novembre segna anche la sua prima rete in Premier League nel successo per 6-1 contro il Bournemouth. Dopo otto giorni si ripete nel pareggio per 4-4 in casa del Chelsea.

### Nazionale
Debutta con la nazionale maggiore svizzera il 9 giugno 2017 nel successo per 2-0 contro le Isole Fær Øer. Diviene titolare in breve tempo dei rossocrociati, venendo pure convocato per i Mondiali 2018, dove la squadra viene eliminata agli ottavi dalla Svezia. Ciononostante lui non sfigura nel corso della competizione.
Convocato per Euro 2020, agli ottavi di finale realizza uno dei rigori con cui gli elvetici hanno eliminato la Francia (questo dopo il 3-3 dei supplementari); al turno successivo, contro la Spagna, gli svizzeri vanno nuovamente ai rigori, ma questa volta hanno la peggio anche a causa di un errore di Akanji.
Segna la sua prima rete il 24 settembre 2022 alla 42ª presenza con la maglia della nazionale nella Nations League, quando la nazionale elvetica batte la favorita Spagna per 1-2.
Pochi mesi dopo viene convocato per i Mondiali 2022, in cui gli elvetici vengono eliminati agli ottavi dal Portogallo nonostante un gol segnato da Akanji (6-1).
Convocato anche per Euro 2024, esattamente come nella scorsa edizione i crociati vengono eliminati ai quarti dopo i calci di rigore (questa volta dall'Inghilterra), con Akanji che ha sbagliato nuovamente il proprio tiro dal dischetto.

## Statistiche

### Presenze e reti nei club
Statistiche aggiornate al 11 febbraio 2025.
| Stagione                 | Squadra                  | Campionato               | Campionato | Campionato | Coppe nazionali | Coppe nazionali | Coppe nazionali | Coppe continentali | Coppe continentali | Coppe continentali | Altre coppe | Altre coppe | Altre coppe | Totale | Totale |
| Stagione                 | Squadra                  | Comp                     | Pres       | Reti       | Comp            | Pres            | Reti            | Comp               | Pres               | Reti               | Comp        | Pres        | Reti        | Pres   | Reti   |
| ------------------------ | ------------------------ | ------------------------ | ---------- | ---------- | --------------- | --------------- | --------------- | ------------------ | ------------------ | ------------------ | ----------- | ----------- | ----------- | ------ | ------ |
| 2013-2014                | Winterthur               | CL                       | 2          | 0          | CS              | 0               | 0               | -                  | -                  | -                  | -           | -           | -           | 2      | 0      |
| 2014-2015                | Winterthur               | CL                       | 33         | 1          | CS              | 2               | 0               | -                  | -                  | -                  | -           | -           | -           | 35     | 1      |
| Totale Winterthur        | Totale Winterthur        | Totale Winterthur        | 35         | 1          |                 | 2               | 0               |                    | -                  | -                  |             | -           | -           | 37     | 1      |
| 2015-2016                | Basilea                  | SL                       | 8          | 0          | CS              | 3               | 0               | UCL+UEL            | 0+1                | 0                  | -           | -           | -           | 12     | 0      |
| 2016-2017                | Basilea                  | SL                       | 15         | 4          | CS              | 3               | 1               | UCL                | 0                  | 0                  | -           | -           | -           | 18     | 5      |
| 2017-gen. 2018           | Basilea                  | SL                       | 19         | 1          | CS              | 3               | 1               | UCL                | 6                  | 0                  | -           | -           | -           | 28     | 2      |
| Totale Basilea           | Totale Basilea           | Totale Basilea           | 42         | 5          |                 | 9               | 2               |                    | 7                  | 0                  |             | -           | -           | 58     | 7      |
| gen.-giu. 2018           | Borussia Dortmund        | BL                       | 11         | 0          | CG              | 0               | 0               | UEL                | 0                  | 0                  | -           | -           | -           | 11     | 0      |
| 2018-2019                | Borussia Dortmund        | BL                       | 25         | 1          | CG              | 1               | 0               | UCL                | 5                  | 0                  | -           | -           | -           | 31     | 1      |
| 2019-2020                | Borussia Dortmund        | BL                       | 29         | 0          | CG              | 3               | 0               | UCL                | 6                  | 0                  | SG          | 1           | 0           | 39     | 0      |
| 2020-2021                | Borussia Dortmund        | BL                       | 28         | 2          | CG              | 5               | 0               | UCL                | 7                  | 0                  | SG          | 1           | 0           | 41     | 2      |
| 2021-2022                | Borussia Dortmund        | BL                       | 26         | 1          | CG              | 3               | 0               | UCL+UEL            | 5+1                | 0                  | SG          | 1           | 0           | 36     | 1      |
| Totale Borussia Dortmund | Totale Borussia Dortmund | Totale Borussia Dortmund | 119        | 4          |                 | 12              | 0               |                    | 24                 | 0                  |             | 3           | 0           | 158    | 4      |
| 2022-2023                | Manchester City          | PL                       | 29         | 0          | FACup+CdL       | 6+2             | 0               | UCL                | 11                 | 1                  | CS          | 0           | 0           | 48     | 1      |
| 2023-2024                | Manchester City          | PL                       | 30         | 2          | FACup+CdL       | 5+1             | 0               | UCL                | 8                  | 2                  | CS+SU+Cmc   | 1+1+2       | 0           | 48     | 4      |
| 2024-2025                | Manchester City          | PL                       | 20         | 0          | FACup+CdL       | 1+0             | 0               | UCL                | 8                  | 0                  | CS+Cmc      | 1+0         | 0           | 30     | 0      |
| Totale Manchester City   | Totale Manchester City   | Totale Manchester City   | 79         | 2          |                 | 15              | 0               |                    | 27                 | 3                  |             | 5           | 0           | 126    | 5      |
| Totale carriera          | Totale carriera          | Totale carriera          | 275        | 12         |                 | 35              | 2               |                    | 58                 | 3                  |             | 8           | 0           | 376    | 17     |

### Cronologia presenze e reti in nazionale
| Cronologia completa delle presenze e delle reti in nazionale ― Svizzera | Cronologia completa delle presenze e delle reti in nazionale ― Svizzera | Cronologia completa delle presenze e delle reti in nazionale ― Svizzera | Cronologia completa delle presenze e delle reti in nazionale ― Svizzera | Cronologia completa delle presenze e delle reti in nazionale ― Svizzera | Cronologia completa delle presenze e delle reti in nazionale ― Svizzera | Cronologia completa delle presenze e delle reti in nazionale ― Svizzera | Cronologia completa delle presenze e delle reti in nazionale ― Svizzera |
| Data                                                                    | Città                                                                   | In casa                                                                 | Risultato                                                               | Ospiti                                                                  | Competizione                                                            | Reti                                                                    | Note                                                                    |
| ----------------------------------------------------------------------- | ----------------------------------------------------------------------- | ----------------------------------------------------------------------- | ----------------------------------------------------------------------- | ----------------------------------------------------------------------- | ----------------------------------------------------------------------- | ----------------------------------------------------------------------- | ----------------------------------------------------------------------- |
| 9-6-2017                                                                | Tórshavn                                                                | Fær Øer                                                                 | 0 – 2                                                                   | Svizzera                                                                | Qual. Mondiali 2018                                                     | -                                                                       |                                                                         |
| 31-8-2017                                                               | San Gallo                                                               | Svizzera                                                                | 3 – 0                                                                   | Andorra                                                                 | Qual. Mondiali 2018                                                     | -                                                                       |                                                                         |
| 9-11-2017                                                               | Belfast                                                                 | Irlanda del Nord                                                        | 0 – 1                                                                   | Svizzera                                                                | Qual. Mondiali 2018                                                     | -                                                                       |                                                                         |
| 12-11-2017                                                              | Basilea                                                                 | Svizzera                                                                | 0 – 0                                                                   | Irlanda del Nord                                                        | Qual. Mondiali 2018                                                     | -                                                                       |                                                                         |
| 23-3-2018                                                               | Atene                                                                   | Grecia                                                                  | 0 – 1                                                                   | Svizzera                                                                | Amichevole                                                              | -                                                                       |                                                                         |
| 3-6-2018                                                                | Vila-real                                                               | Spagna                                                                  | 1 – 1                                                                   | Svizzera                                                                | Amichevole                                                              | -                                                                       |                                                                         |
| 8-6-2018                                                                | Lugano                                                                  | Svizzera                                                                | 2 – 0                                                                   | Giappone                                                                | Amichevole                                                              | -                                                                       | 46’                                                                     |
| 17-6-2018                                                               | Rostov sul Don                                                          | Brasile                                                                 | 1 – 1                                                                   | Svizzera                                                                | Mondiali 2018 - 1º turno                                                | -                                                                       |                                                                         |
| 22-6-2018                                                               | Kaliningrad                                                             | Serbia                                                                  | 1 – 2                                                                   | Svizzera                                                                | Mondiali 2018 - 1º turno                                                | -                                                                       |                                                                         |
| 27-6-2018                                                               | Nižnij Novgorod                                                         | Svizzera                                                                | 2 – 2                                                                   | Costa Rica                                                              | Mondiali 2018 - 1º turno                                                | -                                                                       |                                                                         |
| 3-7-2018                                                                | San Pietroburgo                                                         | Svezia                                                                  | 1 – 0                                                                   | Svizzera                                                                | Mondiali 2018 - Ottavi di finale                                        | -                                                                       |                                                                         |
| 8-9-2018                                                                | San Gallo                                                               | Svizzera                                                                | 6 – 0                                                                   | Islanda                                                                 | UEFA Nations League 2018-2019 - 1º turno                                | -                                                                       |                                                                         |
| 11-9-2018                                                               | Leicester                                                               | Inghilterra                                                             | 1 – 0                                                                   | Svizzera                                                                | Amichevole                                                              | -                                                                       | 46’                                                                     |
| 23-3-2019                                                               | Tbilisi                                                                 | Georgia                                                                 | 0 – 2                                                                   | Svizzera                                                                | Qual. Euro 2020                                                         | -                                                                       |                                                                         |
| 26-3-2019                                                               | Basilea                                                                 | Svizzera                                                                | 3 – 3                                                                   | Danimarca                                                               | Qual. Euro 2020                                                         | -                                                                       | 90+1’                                                                   |
| 5-6-2019                                                                | Porto                                                                   | Portogallo                                                              | 3 – 1                                                                   | Svizzera                                                                | UEFA Nations League 2018-2019 - Semifinale                              | -                                                                       |                                                                         |
| 9-6-2019                                                                | Guimarães                                                               | Svizzera                                                                | 0 – 0 dts (5 – 6 dtr)                                                   | Inghilterra                                                             | UEFA Nations League 2018-2019 - Finale 3º posto                         | -                                                                       | [ 24 ]                                                                  |
| 5-9-2019                                                                | Dublino                                                                 | Irlanda                                                                 | 1 – 1                                                                   | Svizzera                                                                | Qual. Euro 2020                                                         | -                                                                       |                                                                         |
| 12-10-2019                                                              | Copenaghen                                                              | Danimarca                                                               | 1 – 0                                                                   | Svizzera                                                                | Qual. Euro 2020                                                         | -                                                                       |                                                                         |
| 15-10-2019                                                              | Lancy                                                                   | Svizzera                                                                | 2 – 0                                                                   | Irlanda                                                                 | Qual. Euro 2020                                                         | -                                                                       | 46’                                                                     |
| 15-11-2019                                                              | San Gallo                                                               | Svizzera                                                                | 1 – 0                                                                   | Georgia                                                                 | Qual. Euro 2020                                                         | -                                                                       |                                                                         |
| 18-11-2019                                                              | Gibilterra                                                              | Gibilterra                                                              | 1 – 6                                                                   | Svizzera                                                                | Qual. Euro 2020                                                         | -                                                                       | 65’                                                                     |
| 3-9-2020                                                                | Leopoli                                                                 | Ucraina                                                                 | 2 – 1                                                                   | Svizzera                                                                | UEFA Nations League 2020-2021 - 1º turno                                | -                                                                       |                                                                         |
| 6-9-2020                                                                | Basilea                                                                 | Svizzera                                                                | 1 – 1                                                                   | Germania                                                                | UEFA Nations League 2020-2021 - 1º turno                                | -                                                                       |                                                                         |
| 14-11-2020                                                              | Basilea                                                                 | Svizzera                                                                | 1 – 1                                                                   | Spagna                                                                  | UEFA Nations League 2020-2021 - 1º turno                                | -                                                                       |                                                                         |
| 25-3-2021                                                               | Sofia                                                                   | Bulgaria                                                                | 1 – 3                                                                   | Svizzera                                                                | Qual. Mondiali 2022                                                     | -                                                                       | 54’                                                                     |
| 28-3-2021                                                               | San Gallo                                                               | Svizzera                                                                | 1 – 0                                                                   | Lituania                                                                | Qual. Mondiali 2022                                                     | -                                                                       |                                                                         |
| 31-3-2021                                                               | San Gallo                                                               | Svizzera                                                                | 3 – 2                                                                   | Finlandia                                                               | Amichevole                                                              | -                                                                       | 46’                                                                     |
| 30-5-2021                                                               | San Gallo                                                               | Svizzera                                                                | 2 – 1                                                                   | Stati Uniti                                                             | Amichevole                                                              | -                                                                       | 46’                                                                     |
| 12-6-2021                                                               | Baku                                                                    | Galles                                                                  | 1 – 1                                                                   | Svizzera                                                                | Euro 2020 - 1º turno                                                    | -                                                                       |                                                                         |
| 16-6-2021                                                               | Roma                                                                    | Italia                                                                  | 3 – 0                                                                   | Svizzera                                                                | Euro 2020 - 1º turno                                                    | -                                                                       |                                                                         |
| 20-6-2021                                                               | Baku                                                                    | Svizzera                                                                | 3 – 1                                                                   | Turchia                                                                 | Euro 2020 - 1º turno                                                    | -                                                                       |                                                                         |
| 28-6-2021                                                               | Bucarest                                                                | Francia                                                                 | 3 – 3 dts (4 – 5 dtr)                                                   | Svizzera                                                                | Euro 2020 - Ottavi di finale                                            | -                                                                       | 108’                                                                    |
| 2-7-2021                                                                | San Pietroburgo                                                         | Svizzera                                                                | 1 – 1 dts (1 – 3 dtr)                                                   | Spagna                                                                  | Euro 2020 - Quarti di finale                                            | -                                                                       |                                                                         |
| 5-9-2021                                                                | Basilea                                                                 | Svizzera                                                                | 0 – 0                                                                   | Italia                                                                  | Qual. Mondiali 2022                                                     | -                                                                       |                                                                         |
| 8-9-2021                                                                | Belfast                                                                 | Irlanda del Nord                                                        | 0 – 0                                                                   | Svizzera                                                                | Qual. Mondiali 2022                                                     | -                                                                       |                                                                         |
| 9-10-2021                                                               | Lancy                                                                   | Svizzera                                                                | 2 – 0                                                                   | Irlanda del Nord                                                        | Qual. Mondiali 2022                                                     | -                                                                       | 53’                                                                     |
| 12-11-2021                                                              | Roma                                                                    | Italia                                                                  | 1 – 1                                                                   | Svizzera                                                                | Qual. Mondiali 2022                                                     | -                                                                       | 81’                                                                     |
| 26-3-2022                                                               | Londra                                                                  | Inghilterra                                                             | 2 – 1                                                                   | Svizzera                                                                | Amichevole                                                              | -                                                                       |                                                                         |
| 9-6-2022                                                                | Lancy                                                                   | Svizzera                                                                | 0 – 1                                                                   | Spagna                                                                  | UEFA Nations League 2022-2023 - 1º turno                                | -                                                                       | 79’                                                                     |
| 12-6-2022                                                               | Lancy                                                                   | Svizzera                                                                | 1 – 0                                                                   | Portogallo                                                              | UEFA Nations League 2022-2023 - 1º turno                                | -                                                                       |                                                                         |
| 24-9-2022                                                               | Saragozza                                                               | Spagna                                                                  | 1 – 2                                                                   | Svizzera                                                                | UEFA Nations League 2022-2023 - 1º turno                                | 1                                                                       |                                                                         |
| 17-11-2022                                                              | Abu Dhabi                                                               | Ghana                                                                   | 2 – 0                                                                   | Svizzera                                                                | Amichevole                                                              | -                                                                       | 46’                                                                     |
| 24-11-2022                                                              | Al Wakrah                                                               | Svizzera                                                                | 1 – 0                                                                   | Camerun                                                                 | Mondiali 2022 - 1º turno                                                | -                                                                       | 83’                                                                     |
| 28-11-2022                                                              | Doha                                                                    | Brasile                                                                 | 1 – 0                                                                   | Svizzera                                                                | Mondiali 2022 - 1º turno                                                | -                                                                       |                                                                         |
| 2-12-2022                                                               | Doha                                                                    | Serbia                                                                  | 2 – 3                                                                   | Svizzera                                                                | Mondiali 2022 - 1º turno                                                | -                                                                       |                                                                         |
| 6-12-2022                                                               | Lusail                                                                  | Portogallo                                                              | 6 – 1                                                                   | Svizzera                                                                | Mondiali 2022 - Ottavi di finale                                        | 1                                                                       |                                                                         |
| 25-3-2023                                                               | Novi Sad                                                                | Bielorussia                                                             | 0 – 5                                                                   | Svizzera                                                                | Qual. Euro 2024                                                         | -                                                                       | 82’                                                                     |
| 28-3-2023                                                               | Lancy                                                                   | Svizzera                                                                | 3 – 0                                                                   | Israele                                                                 | Qual. Euro 2024                                                         | -                                                                       |                                                                         |
| 16-6-2023                                                               | Andorra la Vella                                                        | Andorra                                                                 | 1 – 2                                                                   | Svizzera                                                                | Qual. Euro 2024                                                         | -                                                                       |                                                                         |
| 19-6-2023                                                               | Lucerna                                                                 | Svizzera                                                                | 2 – 2                                                                   | Romania                                                                 | Qual. Euro 2024                                                         | -                                                                       | 40’                                                                     |
| 9-9-2023                                                                | Pristina                                                                | Kosovo                                                                  | 2 – 2                                                                   | Svizzera                                                                | Qual. Euro 2024                                                         | -                                                                       |                                                                         |
| 12-9-2023                                                               | Sion                                                                    | Svizzera                                                                | 3 – 0                                                                   | Andorra                                                                 | Qual. Euro 2024                                                         | -                                                                       | 69’                                                                     |
| 15-10-2023                                                              | San Gallo                                                               | Svizzera                                                                | 3 – 3                                                                   | Bielorussia                                                             | Qual. Euro 2024                                                         | 1                                                                       |                                                                         |
| 15-11-2023                                                              | Felcsút                                                                 | Israele                                                                 | 1 – 1                                                                   | Svizzera                                                                | Qual. Euro 2024                                                         | -                                                                       | 90+2’                                                                   |
| 18-11-2023                                                              | Basilea                                                                 | Svizzera                                                                | 1 – 1                                                                   | Kosovo                                                                  | Qual. Euro 2024                                                         | -                                                                       |                                                                         |
| 21-11-2023                                                              | Bucarest                                                                | Romania                                                                 | 1 – 0                                                                   | Svizzera                                                                | Qual. Euro 2024                                                         | -                                                                       | 90+3’                                                                   |
| 23-3-2024                                                               | Copenaghen                                                              | Danimarca                                                               | 0 – 0                                                                   | Svizzera                                                                | Amichevole                                                              | -                                                                       | 60’                                                                     |
| 4-6-2024                                                                | Lucerna                                                                 | Svizzera                                                                | 4 – 0                                                                   | Estonia                                                                 | Amichevole                                                              | -                                                                       |                                                                         |
| 8-6-2024                                                                | San Gallo                                                               | Svizzera                                                                | 1 – 1                                                                   | Austria                                                                 | Amichevole                                                              | -                                                                       | 76’                                                                     |
| 15-6-2024                                                               | Colonia                                                                 | Ungheria                                                                | 1 – 3                                                                   | Svizzera                                                                | Euro 2024 - 1º turno                                                    | -                                                                       |                                                                         |
| 19-6-2024                                                               | Colonia                                                                 | Scozia                                                                  | 1 – 1                                                                   | Svizzera                                                                | Euro 2024 - 1º turno                                                    | -                                                                       |                                                                         |
| 23-6-2024                                                               | Francoforte sul Meno                                                    | Svizzera                                                                | 1 – 1                                                                   | Germania                                                                | Euro 2024 - 1º turno                                                    | -                                                                       |                                                                         |
| 29-6-2024                                                               | Berlino                                                                 | Svizzera                                                                | 2 – 0                                                                   | Italia                                                                  | Euro 2024 - Ottavi di finale                                            | -                                                                       |                                                                         |
| 6-7-2024                                                                | Düsseldorf                                                              | Inghilterra                                                             | 1 – 1 dts (5 - 3 dtr)                                                   | Svizzera                                                                | Euro 2024 - Quarti di finale                                            | -                                                                       |                                                                         |
| 5-9-2024                                                                | Copenaghen                                                              | Danimarca                                                               | 2 – 0                                                                   | Svizzera                                                                | UEFA Nations League 2024-2025 - 1º turno                                | -                                                                       | 84’                                                                     |
| 8-9-2024                                                                | Ginevra                                                                 | Svizzera                                                                | 1 – 4                                                                   | Spagna                                                                  | UEFA Nations League 2024-2025 - 1º turno                                | -                                                                       | cap.                                                                    |
| 12-10-2024                                                              | Leskovac                                                                | Serbia                                                                  | 2 – 0                                                                   | Svizzera                                                                | UEFA Nations League 2024-2025 - 1º turno                                | -                                                                       |                                                                         |
| 15-10-2024                                                              | San Gallo                                                               | Svizzera                                                                | 2 – 2                                                                   | Danimarca                                                               | UEFA Nations League 2024-2025 - 1º turno                                | -                                                                       |                                                                         |
| 7-6-2025                                                                | Salt Lake City                                                          | Messico                                                                 | 2 – 4                                                                   | Svizzera                                                                | Amichevole                                                              | -                                                                       | 62’                                                                     |
| 10-6-2025                                                               | Nashville                                                               | Stati Uniti                                                             | 0 – 4                                                                   | Svizzera                                                                | Amichevole                                                              | -                                                                       | 46’                                                                     |
| Totale                                                                  |                                                                         | Presenze                                                                | 71                                                                      |                                                                         | Reti                                                                    | 3                                                                       |                                                                         |

## Palmarès

### Club

#### Competizioni nazionali
- Campionato svizzero: 2

Basilea: 2015-2016, 2016-2017
- Coppa Svizzera: 1

Basilea: 2016-2017
- Supercoppa di Germania: 1

Borussia Dortmund: 2019
- Coppa di Germania: 1

Borussia Dortmund: 2020-2021
- Campionato inglese: 2

Manchester City: 2022-2023, 2023-2024
- Coppa d'Inghilterra: 1

Manchester City: 2022-2023
- Community Shield: 1

Manchester City: 2024

#### Competizioni internazionali
- UEFA Champions League: 1

Manchester City: 2022-2023
- Supercoppa UEFA: 1

Manchester City: 2023
- Coppa del mondo per club: 1

Manchester City: 2023

### Individuale
- Squadra ideale della fase finale di UEFA Nations League: 1

2019
- XI All Star Team del campionato d'Europa: 1

Germania 2024